# Алкална тилапия
Алкалната тилапия (Alcolapia alcalica) е вид лъчеперка от семейство Цихлиди (Cichlidae). Видът е застрашен от изчезване.

## Разпространение и местообитание
Разпространен е в Кения и Танзания.
Обитава сладководни басейни, морета, лагуни и потоци.

## Описание
На дължина достигат до 11,6 cm.
Популацията на вида е намаляваща.